# Kyle Macy
Kyle Robert Macy (ur. 9 kwietnia 1957 w Fort Wayne) – amerykański koszykarz, występujący na pozycji rozgrywającego, po zakończeniu kariery zawodniczej – trener akademicki, prezenter i komentator koszykarski, obecnie asystent trenera drużyny akademickiej Transylwania Pioneers.

## Osiągnięcia
Na podstawie, o ile nie zaznaczono inaczej.
NCAA
- Mistrz:
  - NCAA (1978)[3]
  - sezonu regularnego konferencji Southeastern (SEC – 1978, 1980)
- Uczestnik rozgrywek Sweet 16 turnieju NCAA (1978, 1980)
- Zawodnik roku konferencji SEC (1980)[4]
- Sportowiec roku konferencji SEC (1980)
- MVP turnieju SEC (1979)[5]
- NCAA Regional MOP (1978)
- Wybrany do:
  - I składu:
    - All–American (1980)[6]
    - Academic All–American (1978)
    - SEC (1978–1980)
    - turnieju SEC (1980)

  - Galerii Sław:
    - Koszykówki stanu Indiana (2001)
    - Sportu stanu Kentucky (1996)[7]
    - Sportu Uniwersytetu Kentucky (2005)[8]
- Uczelnia zastrzegła należący do niego numer 4

NBA
- Lider:
  - sezonu regularnego w skuteczności rzutów wolnych (1982, 1985)[9]
  - play-off w skuteczności rzutów za 3 punkty (1984)[10]
- Uczestnik konkursu rzutów za trzy punkty organizowanego przy okazji NBA All-Star Weekend (1986)[11]

Reprezentacja
- Mistrz igrzysk panamerykańskich (1979)[12]

Trenerskie
- Mistrz Ohio Valley Conference (2003)